# Паралегал
Паралегал, паралігал (англ. Paralegal) — найменування юридичної професії в англомовних країнах. Українські еквіваленти — помічник юриста, параюрист, середній юридичний персонал, помічник з правових питань.
Паралегали, не маючи вищої юридичної освіти, є помічниками юристів і виконують частину їх функцій. У той же час, вони не мають права виконувати функції, на які за законом мають право юристи, тобто пропонувати від свого імені юридичні послуги, встановлювати та збирати оплату за юридичні послуги та займати постійні посади у правоохоронній системі та судах. З іншого боку, для паралегалів не діють кодекси службової поведінки, обов'язкові для юристів, що працюють в офіційних установах.
Термін набув широкого поширення саме в англомовних країнах у зв'язку з високим попитом на юридичні послуги. Існують 2-3-річні курси на отримання спеціальності паралегала, хоча у багатьох країнах освіта не обов'язкова для того щоб працювати парелегалом. Також існують процеси атестації паралегалів, які також зазвичай не обов'язкові. В інших країнах, як правило, спеціальної «паралегальної» освіти зовсім не існує і подібні функції виконуються особами з незакінченою юридичною освітою як практика або особами із суміжною освітою.